# Greasy Neale
Alfred Earle Neale, detto Greasy (Parkersburg, 5 novembre 1891 – Lake Worth, 2 novembre 1973), è stato un allenatore di football americano, giocatore di baseball e allenatore di pallacanestro statunitense.
Fu inserito nella Pro Football Hall of Fame nel 1969.

## Carriera da allenatore
Dopo una carriera di successo come allenatore nel college football, nel 1941 Neale fu assunto come capo-allenatore dei Philadelphia Eagles Eagles. Anche se gli ci volle del tempo per costruire una squadra vincente, una volta trovati i giocatori adatti, questa rimase tra le migliori della lega per quasi un decennio. In tre anni, Neale portò gli Eagles al secondo posto e, tre anni dopo, li portò a vincere il primo titolo di division. Il suo attacco era guidato dai passaggi del quarterback Tommy Thompson e dai due futuri Hall of Famer Pete Pihos e Steve Van Buren.
Dal 1944 al 1949, gli Eagles di Neale finirono per tre volte al primo e per tre volte al secondo posto. Vinsero due campionati NFL nel 1948 e nel 1949, diventando l'unica squadra a vincere due campionati consecutivi battendo ogni volta gli avversari senza subire alcun punto: i Chicago Cardinals per 7–0 nella finale del 1948 e i Los Angeles Rams 14–0 nella finale del 1949, l'ultimo titolo vinto dagli Eagles fino al 1960.

## Palmarès
Allenatore
- Campionati NFL : 2

Philadelphia Eagles: 1948, 1949
- Pro Football Hall of Fame (classe del 1969)
- College Football Hall of Fame

Giocatore di baseball
- World Series: 1

Cincinnati Reds: 1919